# 中山靖夫
中山 靖夫（なかやま やすお、1936年4月28日 - 2001年2月21日）は、日本の経済学者。

## 略歴
東京・神田三崎町生まれ。1965年日本大学大学院博士課程満期退学、日本大学経済学部講師となり、助教授、教授。1991年「貨幣経済の分析」で日大経済学博士。2001年、在職中に肺癌のため死去した。

## 著書
- 『現代経済学 改訂』八千代出版 1990
- 『マクロ経済分析 現代経済学2』八千代出版 1991
- 『ミクロ経済分析 現代経済学1』八千代出版 1991
- 『貨幣経済の分析』東洋経済新報社 1992

### 共編著
- 『所得・貨幣・経済成長』榎本弘,中本博皓共著 高文堂出版社 1972
- 『貨幣経済の分析』石野典共編著 学文社 1979

### 翻訳
- ダグラス・ニードハム『産業構造の経済分析』内藤英憲共訳 東洋経済新報社 1970
- A.B.クラムプ『貨幣の現実』好学社　1972
- アクセル・レイヨンフーヴッド『ケインズ経済学を超えて 情報とマクロ経済』監訳　東洋経済新報社　1984

## 論文
- ＜中山靖夫